# Distrito de Viseu
O distrito de Viseu é um distrito português, na maioria no centro do país, e alguns concelhos no norte do país. Limita a norte com o distrito de Vila Real, a nordeste com o distrito de Bragança, a leste com o distrito da Guarda, a sul com o distrito de Coimbra, a oeste com o distrito de Aveiro e a noroeste com o distrito do Porto.
Tem uma área total de 5 007 km², sendo o 9.° distrito com a maior área de todos os distritos nacionais. Em 2022 registou uma população de 362 040 habitantes, sendo o 10.° distrito mais populoso do país. O distrito tem uma densidade populacional de 72 habitantes por km², que se dividem em 24 municípios e em 277 freguesias.
Viseu é o único caso de um distrito português com um enclave, devido ao encravamento da freguesia de Guilheiro (concelho de Trancoso, distrito da Guarda) entre os concelhos viseenses de Sernancelhe e Penedono.
Originalmente, a reforma administrativa de Mouzinho da Silveira pôs a sede do distrito em Lamego (sendo, por isso, denominado distrito de Lamego), mas a sede foi transferida para Viseu ainda no ano de 1835, com a consequente renomeação do distrito.

## Território
O distrito de Viseu subdivide-se em 24 municípios:
- Armamar
- Carregal do Sal
- Castro Daire
- Cinfães
- Lamego
- Mangualde
- Moimenta da Beira
- Mortágua
- Nelas
- Oliveira de Frades
- Penalva do Castelo
- Penedono
- Resende
- Santa Comba Dão
- São João da Pesqueira
- São Pedro do Sul
- Sátão
- Sernancelhe
- Tabuaço
- Tarouca
- Tondela
- Vila Nova de Paiva
- Viseu
- Vouzela

Para fins estatísticos (NUTS), o distrito divide-se entre a região do Centro e a região do Norte. Os concelhos da região do Centro, são, na sua maioria, pertencentes à sub-região Dão-Lafões (acrescidos de um concelho pertencente ao distrito da Guarda), havendo ainda, desde 2008, um concelho integrado na sub-região do Baixo Mondego. Os concelhos da Região Norte se dividem pelas sub-regiões do Tâmega e do Douro cuja integração de municípios como Penedono, Moimenta da Beira e Sernancelhe tem gerado controvérsia por se tratarem de municípios sem grande ligação a esta sub-região. A divisão para fins estatísticos tem gerado certas incongruências ao dividir o distrito entre Região Norte e Região Centro, na medida em que todo ele corresponde à tradicional Beira Alta, e por isso defendido por muitos a uniformidade de todo este território compreendido entre a margem norte do rio Mondego e a margem sul do rio Douro. Nomes como Moimenta da Beira, Penela da Beira, Paredes da Beira, Mondim da Beira, entre outras localidades, registam como a Beira cobre toda a margem sul do rio Douro no norte do distrito de Viseu. Em resumo:
- Região do Norte
  - Douro
    - Armamar
    - Lamego
    - Moimenta da Beira
    - Penedono
    - São João da Pesqueira
    - Sernancelhe
    - Tabuaço
    - Tarouca

  - Tâmega
    - Cinfães
    - Resende
- Região do Centro (Região das Beiras)
  - Dão-Lafões
    - Carregal do Sal
    - Castro Daire
    - Mangualde
    - Nelas
    - Oliveira de Frades
    - Penalva do Castelo
    - Santa Comba Dão
    - São Pedro do Sul
    - Sátão
    - Tondela
    - Vila Nova de Paiva
    - Viseu
    - Vouzela

  - Baixo Mondego / Região de Coimbra
    - Mortágua

## População
No ano de 2022 foi registando uma população de 362 040 habitantes no distrito, uma redução de 0,3 % comparado com o ano passado de 2021, aonde foram registados 363 253 habitantes.
| Número de habitantes | Número de habitantes | Número de habitantes | Número de habitantes | Número de habitantes | Número de habitantes | Número de habitantes | Número de habitantes | Número de habitantes | Número de habitantes | Número de habitantes | Número de habitantes | Número de habitantes | Número de habitantes | Número de habitantes | Número de habitantes |
| -------------------- | -------------------- | -------------------- | -------------------- | -------------------- | -------------------- | -------------------- | -------------------- | -------------------- | -------------------- | -------------------- | -------------------- | -------------------- | -------------------- | -------------------- | -------------------- |
| 1864                 | 1878                 | 1890                 | 1900                 | 1911                 | 1920                 | 1930                 | 1940                 | 1950                 | 1960                 | 1970                 | 1981                 | 1991                 | 2001                 | 2011                 | 2021                 |
| 365781               | 388766               | 398966               | 410231               | 422243               | 410884               | 441579               | 469024               | 494628               | 482416               | 413366               | 423648               | 401871               | 394925               | 386707               | 363253               |

## Transportes

### Rodovia
Pelo distrito passam duas autoestradas, a A24 e a A25, que ligam o distrito de norte a sul e do oeste a leste. Juntos tem uma extensäo de 145 quilómetros.

#### A24
A autoestrada A24, conhecida pelo nome de "Autoestrada do Interior Norte", percorre o distrito de norte a sul, começando no KM 92, na fronteira com o distrito de Vila Real, na freguesia Parada do Bispo e Valdigem, no município de Lamego, e termina no KM 162, no laço com a A25, na freguesia de Fail e Vila Chã de Sá, no município de Viseu, percorrendo 70 quilómetros pelo distrito. A autoestrada percorre os municípios de Lamego, Castro Daire e Viseu. No laço de Viseu, a autoestrada cruza-se com a A25, que segue direçäo a oeste a Aveiro e direçäo a leste à Guarda.

#### A25
A autoestrada A25, conhecida pelo nome de "Autoestrada das Beiras Litoral e Alta", percorre o distrito de oeste a leste, começando no KM 47, na fronteira com o distrito de Aveiro, na freguesia de Destriz e Reigoso, no município de Oliveira de Frades, e termina no KM 122, na fronteira com o distrito da Guarda, na freguesia de Tavares, no município de Mangualde, percorrendo 75 quilómetros pelo distrito. A autoestrada percorre os municípios de Oliveira de Frades, Vouzela, Viseu e Mangualde. Perto de Viseu, a autoestrada cruza-se através de um laço com a A24, que segue direçäo a norte a Lamego e Vila Real, e a sul no IP3 direçäo a Tondela e Coimbra.

### Ferrovia
Pelo distrito percorre a Linha da Beira Alta, começando no KM 63 na freguesia de Trezoi, no município de Mortágua, e termina no KM 144, na freguesia de Abrunhosa-a-Velha, no município de Mangualde. percorrendo o distrito com 83 quilómetros de ferrovia.

### Aeródromo
O distrito dispõe de um aeródromo, o Aeródromo Gonçalves Lobato, que fica a 9 quilómetros do centro da cidade de Viseu.

## Política

### Eleições legislativas
| Ano  | %       | D       | %    | D   | %      | D      | %       | D       | %           | D           | %   | D   | %    | D  | %    | D   | %    | D   | %   | D   | %    | D    | %   | D   | %       | D       | % | D | %  | D  | %  | D  |
| Ano  | PPD/PSD | PPD/PSD | PS   | PS  | CDS-PP | CDS-PP | MDP/CDE | MDP/CDE | PCP/APU/CDU | PCP/APU/CDU | UDP | UDP | AD   | AD | FRS  | FRS | PRD  | PRD | PSN | PSN | B.E. | B.E. | PAN | PAN | PSD CDS | PSD CDS | L | L | CH | CH | IL | IL |
| ---- | ------- | ------- | ---- | --- | ------ | ------ | ------- | ------- | ----------- | ----------- | --- | --- | ---- | -- | ---- | --- | ---- | --- | --- | --- | ---- | ---- | --- | --- | ------- | ------- | - | - | -- | -- | -- | -- |
| 1975 | 43,8    | 6       | 21,5 | 2   | 17,2   | 2      | 4,0     | –       | 2,3         | –           | –   | –   |      |    |      |     |      |     |     |     |      |      |     |     |         |         |   |   |    |    |    |    |
| 1976 | 32,3    | 4       | 23,0 | 3   | 31,2   | 4      |         |         | 2,3         | –           | 0,9 | –   |      |    |      |     |      |     |     |     |      |      |     |     |         |         |   |   |    |    |    |    |
| 1979 | AD      | AD      | 21,3 | 2   | AD     | AD     | APU     | APU     | 5,5         | –           | 1,4 | –   | 64,2 | 8  |      |     |      |     |     |     |      |      |     |     |         |         |   |   |    |    |    |    |
| 1980 | AD      | AD      | FRS  | FRS | AD     | AD     | APU     | APU     | 5,0         | –           | 0,6 | –   | 66,7 | 8  | 20,9 | 2   |      |     |     |     |      |      |     |     |         |         |   |   |    |    |    |    |
| 1983 | 36,5    | 4       | 30,9 | 4   | 20,7   | 2      | APU     | APU     | 4,6         | –           | 0,5 | –   |      |    |      |     |      |     |     |     |      |      |     |     |         |         |   |   |    |    |    |    |
| 1985 | 37,6    | 5       | 20,0 | 2   | 19,8   | 2      | APU     | APU     | 5,0         | –           | 0,7 | –   | 10,9 | 1  |      |     |      |     |     |     |      |      |     |     |         |         |   |   |    |    |    |    |
| 1987 | 63,6    | 8       | 18,0 | 2   | 6,9    | –      | 0,4     | –       | 2,9         | –           | 0,3 | –   | 1,7  | –  |      |     |      |     |     |     |      |      |     |     |         |         |   |   |    |    |    |    |
| 1991 | 64,3    | 7       | 22,1 | 2   | 6,3    | –      |         |         | 2,0         | –           | –   | –   | 0,4  | –  | 1,3  | –   |      |     |     |     |      |      |     |     |         |         |   |   |    |    |    |    |
| 1995 | 44,2    | 4       | 38,4 | 4   | 11,5   | 1      | 1,8     | –       | 0,4         | –           |     |     | 0,3  | –  |      |     |      |     |     |     |      |      |     |     |         |         |   |   |    |    |    |    |
| 1999 | 44,3    | 4       | 38,2 | 4   | 10,5   | 1      | 2,2     | –       |             |             | 0,3 | –   | 1,2  | –  |      |     |      |     |     |     |      |      |     |     |         |         |   |   |    |    |    |    |
| 2002 | 52,2    | 5       | 31,2 | 3   | 10,6   | 1      | 1,5     | –       |             |             | 1,4 | –   |      |    |      |     |      |     |     |     |      |      |     |     |         |         |   |   |    |    |    |    |
| 2005 | 40,2    | 4       | 40,4 | 4   | 8,6    | 1      | 2,2     | –       | 3,3         | –           |     |     |      |    |      |     |      |     |     |     |      |      |     |     |         |         |   |   |    |    |    |    |
| 2009 | 37,5    | 4       | 34,7 | 4   | 13,4   | 1      | 2,9     | –       | 6,5         | –           |     |     |      |    |      |     |      |     |     |     |      |      |     |     |         |         |   |   |    |    |    |    |
| 2011 | 48,4    | 5       | 26,7 | 3   | 12,4   | 1      | 2,9     | –       | 2,9         | –           | 0,6 | –   |      |    |      |     |      |     |     |     |      |      |     |     |         |         |   |   |    |    |    |    |
| 2015 | CDS     | CDS     | 29,7 | 3   | PSD    | PSD    | 3,5     | –       | 6,7         | –           | 0,7 | –   | 51,1 | 6  | 0,5  | –   |      |     |     |     |      |      |     |     |         |         |   |   |    |    |    |    |
| 2019 | 36,2    | 4       | 35,4 | 4   | 5,9    | –      | 2,3     | –       | 7,9         | –           | 2,1 | –   |      |    | 0,5  | –   | 1,0  | –   | 0,5 | –   |      |      |     |     |         |         |   |   |    |    |    |    |
| 2022 | 36,8    | 4       | 41,6 | 4   | 2,1    | –      | 1,6     | –       | 2,8         | –           | 0,9 | –   | 0,6  | –  | 7,8  | –   | 2,5  | –   |     |     |      |      |     |     |         |         |   |   |    |    |    |    |
| 2024 | AD      | AD      | 27,5 | 3   | AD     | AD     | 1,4     | –       | 36,4        | 3           | 2,8 | –   | 1,2  | –  | 1,7  | –   | 19,5 | 2   | 2,8 | –   |      |      |     |     |         |         |   |   |    |    |    |    |

## Património
- Lista de património edificado no distrito de Viseu